# Earth vs. the Flying Saucers
Earth vs. the Flying Saucers (hay còn gọi là Invasion of the Flying Saucers và Flying Saucers from Outer Space) là bộ phim khoa học viễn tưởng Mỹ năm 1956 của hãng Columbia Pictures. Phim do Charles H. Schneer sản xuất, Fred F. Sears đạo diễn, Hugh Marlowe và Joan Taylor đóng vai chính. Hiệu ứng đặc biệt hoạt hình tĩnh vật do Ray Harryhausen tạo ra. Cốt truyện của phim này được gợi ý từ cuốn sách phi hư cấu bán chạy nhất năm 1953 mang tên Flying Saucers from Outer Space của Thiếu tá Donald Keyhoe. Bộ phim này được phát hành dưới dạng phim kép với The Werewolf.

## Cốt truyện
Nhà khoa học Tiến sĩ Russell Marvin và cô vợ mới cưới Carol đang lái xe đi làm thì đột nhiên có một chiếc đĩa bay xuất hiện ngay trên đầu. Không có bằng chứng nào về cuộc gặp gỡ ngoài một đoạn băng ghi âm âm thanh của con tàu, Tiến sĩ Marvin do dự khi thông báo cho cấp trên của mình. Ông phụ trách Dự án Skyhook, một chương trình không gian của Mỹ đã phóng mười vệ tinh nghiên cứu lên quỹ đạo. Tướng Hanley, cha của Carol, thông báo cho Marvin rằng nhiều vệ tinh đã rơi trở lại Trái Đất. Marvin thừa nhận rằng ông đã mất liên lạc với tất cả số vệ tinh này và nghi ngờ về sự liên quan của người ngoài hành tinh. Sau đó, Marvins chứng kiến quả thứ 11 từ trên trời rơi xuống ngay sau khi phóng.
Khi một chiếc đĩa hạ cánh xuống Skyhook vào ngày hôm sau, một nhóm người ngoài hành tinh trong bộ đồ kim loại bước chân ra ngoài, và binh lính bèn nổ súng, giết chết một người ngoài hành tinh, trong khi những người khác và chiếc đĩa bay được trường lực bảo vệ. Nhóm người ngoài hành tinh liền ra tay giết hết tất cả mọi người tại khu căn cứ này ngoại trừ Marvins; Tướng Hanley bị bắt và đưa đi trong chiếc đĩa bay. Quá muộn, Russell đã phát hiện và giải mã một thông điệp trên máy ghi âm của mình: người ngoài hành tinh muốn gặp Tiến sĩ Marvin và hạ cánh yên bình tại Skyhook vì mục đích này nhưng thay vào đó họ lại gặp phải bạo lực.
Marvin bắt được liên lạc với người ngoài hành tinh qua radio và lẻn đi gặp họ, theo sát là Carol và Thiếu tá Huglin. Họ và một sĩ quan tuần tra mô tô đang truy đuổi được đưa lên một chiếc đĩa bay rồi bị người ngoài hành tinh trích xuất kiến thức trực tiếp từ bộ não của vị tướng. Người ngoài hành tinh bèn giải thích rằng họ là những người cuối cùng của chủng tộc mình, đã chạy trốn khỏi hệ mặt trời bị phá hủy. Họ đã rất già yếu và chỉ được duy trì sự sống nhờ quần áo bảo hộ. Họ bắn hạ tất cả các vệ tinh được phóng vì sợ chúng là vũ khí. Để chứng minh sức mạnh của mình, người ngoài hành tinh đã cung cấp cho Tiến sĩ Marvin tọa độ của một tàu khu trục hải quân nổ súng vào họ và họ cho phá hủy con tàu này kể từ lúc đó. Kinh hoàng trước bản chất lạnh lùng, vô cảm của người ngoài hành tinh, Carol bắt đầu suy sụp, và viên sĩ quan tuần tra, bất chấp nỗ lực ngăn cản của Marvin, đã rút khẩu súng lục ổ quay của anh ta và bắn vào người ngoài hành tinh nhưng họ buộc anh ta phải tuân theo quy trình kiểm soát tâm trí giống như Tướng Hanley. Người ngoài hành tinh nói rằng cuối cùng họ sẽ trả lại Hanley và sĩ quan tuần tra. Khi sự tương tác tiếp tục diễn ra, Carol ngày càng trở nên mất lý trí, trong khi Marvin cố gắng giữ bình tĩnh. Thiếu tá Huglin và Marvins được phóng thích với thông điệp rằng người ngoài hành tinh muốn gặp các nhà lãnh đạo thế giới sau 56 ngày tại Washington, D.C. để thương lượng về việc chiếm đóng Trái Đất.
Những quan sát sau đó của Tiến sĩ Marvin dẫn đến việc phát hiện ra rằng bộ quần áo bảo hộ của người ngoài hành tinh được làm bằng điện đông đặc và mang lại cho họ khả năng nhận thức thính giác nâng cao. Marvin bèn ra công phát triển một loại vũ khí chống lại đĩa bay của họ, vũ khí này sau đó được ông thử nghiệm thành công với một chiếc đĩa bay đơn. Khi họ trốn thoát, người ngoài hành tinh bèn vứt bỏ Hanley và sĩ quan tuần tra đã chết trong tay họ. Các nhóm đĩa bay ngoài hành tinh liền lao vào tấn công Washington, Paris, Luân Đôn và Moskva, và sự kháng cự bằng vũ khí thông thường tỏ ra vô ích. Nhưng những chiếc đĩa bay này lại bị thứ vũ khí âm thanh của Tiến sĩ Marvin phá hủy dễ dàng. Nhóm bảo vệ cũng phát hiện ra rằng người ngoài hành tinh có thể dễ dàng bị loại súng nhỏ hạ gục khi họ ở bên ngoài trường lực của đĩa bay. Sau khi đẩy lùi cuộc tấn công và không còn mối đe dọa nào theo như dự đoán, Dự án Skyhook được chính phủ Mỹ tái lập rồi lại giao cho Tiến sĩ Marvin phụ trách công việc này.

## Diễn viên
- Hugh Marlowe vào vai Tiến sĩ Russell A. Marvin
- Joan Taylor vào vai Carol Marvin
- Donald Curtis vào vai Thiếu tá Huglin
- Morris Ankrum vào vai Chuẩn tướng John Hanley
- John Zaremba vào vai Giáo sư Kanter
- Thomas Browne Henry vào vai Phó đô đốc Enright
- Grandon Rhodes vào vai Tướng Edmunds
- Larry J. Blake vào vai cảnh sát mô tô
- Charles Evans vào vai Tiến sĩ Alberts
- Harry Lauter vào vai Cutting, kỹ thuật viên của Kanter
- Paul Frees vào vai Người ngoài hành tinh (phần lồng tiếng chưa có trong ê kíp)

## Sản xuất

### Hiệu ứng hình ảnh
Ray Harryhausen đã sử dụng hiệu ứng hoạt hình tĩnh vật nhằm tạo ra cảnh tàu vũ trụ đang bay. Để tăng tính hiện thực trong những cảnh mô tả những chiếc đĩa bay đâm vào tượng đài và tòa nhà chính phủ, ông còn tạo hoạt ảnh cho phần xây nề rơi xuống. Một số hình ảnh hoạt cảnh được dùng để cho thấy người ngoài hành tinh xuất hiện từ đĩa bay. Nhiều cảnh quay ghép được sử dụng, bao gồm các cảnh quay trong cuộc xâm lược đoạn phóng tên lửa và các khẩu đội pháo M3 90 mm khai hỏa. Phim về sự hủy diệt của HMS Barham trong Thế chiến thứ hai được dùng để mô tả vụ chìm tàu khu trục. Các cảnh phóng vệ tinh sử dụng cảnh quay tên lửa Viking cất cánh và một vụ phóng tên lửa V-2 thất bại. Một cảnh mô tả máy bay rơi sau khi bị tia ngoài hành tinh đâm vào sử dụng bộ phim về vụ tai nạn năm 1944 tại một triển lãm hàng không gần Spokane, Washington liên quan đến máy bay quân sự.
Thiết kế đĩa bay mang tính biểu tượng của bộ phim—một cabin trung tâm cố định được một vòng ngoài xoay bao quanh với các cánh quạt có rãnh bên trong—khớp với mô tả của nhân chứng do Thiếu tá Donald Keyhoe ghi lại trong cuốn sách phi hư cấu bán chạy nhất của ông về UFO. Tại một buổi lễ vinh danh Harryhausen được tổ chức ở Sydney, Úc, nhà dựng hoạt cảnh nói rằng ông đã tham khảo ý kiến của George Adamski, "người tiếp xúc UFO" nổi tiếng trong thập niên 1950 về việc mô tả đĩa bay trong phim. Ông lưu ý rằng Adamski trở nên khá hoang tưởng vào thời điểm đó.
Giọng nói của những người ngoài hành tinh được tạo ra bằng cách ghi âm Paul Frees—trong vai trò không được ghi công—trên băng ghi âm cuộn. Bộ điều khiển tốc độ sau đó được tăng và giảm nhanh chóng bằng tay trong khi băng được phát lại, điều này có tác dụng khiến giọng của Frees bị dao động về cao độ cũng như tốc độ.

## Đón nhận
Một nhà phê bình của tờ Variety nhận xét rằng các hiệu ứng đặc biệt là những ngôi sao thực sự của Earth vs. the Flying Saucers: "Chương trình khai thác này thực hiện tốt công việc giải trí ở thể loại khoa học viễn tưởng. Các hiệu ứng kỹ thuật do Ray Harryhausen tạo ra thể hiện xuất sắc trong phần Charles H. Schneer sản xuất, bổ sung thêm yếu tố hình ảnh ngoài thế giới cần thiết vào kịch bản, lấy từ một câu chuyện trên màn ảnh của Curt Siodmak, được gợi ý từ cuốn sách Flying Saucers from Outer Space của Thiếu tá Donald E. Keyhoe". Los Angeles Times cũng khá tích cực khi viết rằng mặc dù những chiếc đĩa bay "trông giống như sự dàn dựng của bộ phận nghệ thuật", bộ phim vẫn "có một sức hấp dẫn giả khoa học". Monthly Film Bulletin bèn đưa ra lời đánh giá tiêu cực, nói rằng "kỹ thuật phim bán tài liệu" mang tính "khoe khang" và việc sử dụng các cảnh quay ghép, "tác phẩm mô hình thô thiển" và hầu hết khuôn sáo khoa học viễn tưởng nổi tiếng nhất đã tạo ra cho bộ phim này "một cuộc xâm lược kéo dài và khá ảm đạm từ ngoài vũ trụ". Bosley Crowther của tờ The New York Times cũng tỏ ra tiêu cực, gọi đó là "điều hoàn toàn vô nghĩa được bày ra một cách trẻ con và thiếu hài hước".
Earth vs. the Flying Saucers đã tạo ra một nhánh nhỏ dòng phim về đĩa bay tiếp theo, nhiều bộ phim trong số đó kết hợp các yếu tố do Harryhausen đóng góp cho bộ phim danh tiếng. Trong một bài báo viết cho tờ The New York Times, nhà phê bình phim Hal Erickson từng lưu ý rằng, "Bất kỳ ai đã xem bộ phim châm biếm khoa học viễn tưởng năm 1996 Mars Attacks! có thể gặp khó khăn khi xem Earth vs. the Flying Saucers với khuôn mặt thẳng thắn". Bộ phim sau này có thể được coi là một sự tôn kính sâu sắc đối với thời đại, đặc biệt là những đổi mới của Earth vs. the Flying Saucers.

## Di sản
Loạt truyện tranh bốn số ngắn tập Flying Saucers vs. the Earth (2008), do TidalWave Productions phát hành như một phần của sẹ-ri Ray Harryhausen Signature Series của họ, mô phỏng lại các sự kiện trong phim từ góc nhìn của những kẻ xâm lược ngoài hành tinh, được xác định trong truyện tranh là những Đứa con nhà Aberrann. Bản xem trước của số đầu tiên đã được đưa vào bản phát hành DVD kỷ niệm 50 năm của bộ phim này.

### Bibliography
- Hagerty, Jack and Jon Rogers. The Saucer Fleet. Burlington, Ontario, Canada: Apogee Books, 2008. ISBN 978-1894959-70-4.
- Hankin, Mike. Ray Harryhausen: Master of the Majicks, Vol. 2: The American Films. Los Angeles, California: Archive Editions, 2008. ISBN 978-0-98178-290-4.
- Jacobs, David. "Flying Saucers from Outer Space — The inspiration behind Earth vs. the Flying Saucers". in Wilson, S. Michael. Monster Rally: Mutants, Monsters, Madness. West Orange, New Jersey: Idea Men Production, 2008. ISBN 978-1-4392-1519-7.
- Warren, Bill. Keep Watching the Skies: American Science Fiction Films of the Fifties, 21st Century Edition. Jefferson, North Carolina: McFarland & Company, 2009, (First edition 1982). ISBN 0-89950-032-3.